# Огинский, Богуслав Казимир
Богуслав Казимир Огинский (пол. Bogusław Kazimierz Ogiński; 1669 — 1730) — государственный и военный деятель Великого княжества Литовского, маршалок земский ковенский (1701—1730), стольник великий литовский (1704—1709), староста бабиновицкий и дорсунишский.

## Биография
Представитель старшей линии княжеского рода Огинских. Старший сын воеводы мстиславского, князя Шимона Кароля Огинского и Теодоры Корсак.
Упоминается в июне 1687 года как староста бабиновицкий, а в 1693 году уже являлся старостой дорсунишским. В 1697 году подписывал избрание королём Речи Посполитой Августа Сильного. Вместе со своим младшим братом Мартианом Михаилом принял участие в битве под Олькениками на стороне антисапежанских сил. В 1701 году получил должность маршалка земского ковенского, которую занимал до самой смерти. В 1704 году стал стольником великим литовским вместо Ежи Станислава Сапеги, который «предал Августа», но к 1706 году был вынужден уступить пост Антонию Казимиру Сапеге.
В 1704 году поддержал Сандомирскую конфедерацию. В 1710, 1718, 1724 и 1726 годах избирался послом от Ковенского повета в Сейм Речи Посполитой.

## Семья
Был трижды женат. Первым браком был женат на баронессе Полидоре Авроре Врангель (ум. 1708), внучке фельдмаршала Германа Врангеля. Вторым браком был женат на Елизавете Эперыеши (ум. до 1719). Третьим браком был женат на Анне Дороте Униховской.
Дочь от первого брака:
- Феодора Огинская (1692—1719), жена фельдмаршала Карла Густава Дюкера, которую принудил вступать в брак, захватив её во время Польского похода.

Сын от второго брака:
- Кароль Огинский (ум. 1716), староста дорсунишский